# Xyelidae
Die Xyelidae sind eine artenarme Familie der Pflanzenwespen mit weltweit etwa 80 rezenten Arten, davon etwa 15 in Europa. Die Familie ist seit der Trias nachgewiesen und damit mit einem Alter von über 200 Millionen Jahren eine der ältesten noch lebenden Insektenfamilien.

## Merkmale
Xyelidae sind kleine Hautflügler, die europäischen Arten sind etwa 3–5 mm lang, die in Ostasien und Nordamerika lebenden Macroxyela und Megaxyela sind mit 10–15 mm Länge deutlich größer.
Wie bei den meisten Insekten trägt der Kopf zwei Facettenaugen, drei Ocelli und beißend-kauende Mundwerkzeuge. Die vier Flügel sind membranös. Am Vorderrand des Vorderflügels liegt in der Regel ein großes Pterostigma. Die Beine sind als normale Laufbeine ausgebildet. An der Schiene (Tibia) des Vorderbeins sitzt am Vorderende ein umgestalteter Sporn, der als Putzwerkzeug für die Antennen dient. Wie typisch für alle Pflanzenwespen, sitzt der Hinterleib ohne Einschnürung (Wespentaille) breit am Thorax an, an dessen Oberseite sich zwei sogenannte „Cenchri“ (Haftpolster) zum Festhalten der Flügel in Ruhelage befinden.
Der Körper der Tiere ist manchmal einfarbig schwarz, häufig jedoch kontrastreich mit weißer, gelber oder oranger Zeichnung gefärbt. Sehr auffallend und unverwechselbar ist der Bau der Fühler der Xyelidae. Das dritte Glied (d. h. das erste Glied der Antennengeißel) ist im Vergleich zu den folgenden Gliedern länger und breiter, manchmal länger als alle anderen Glieder zusammengenommen. Auf das dritte Glied folgen mindestens fünf, in bei europäischen Arten immer neun oder mehr schmale und kurze Geißelglieder. Das verlängerte dritte Fühlerglied ist durch Verschmelzung mehrerer ursprünglicher Geißelglieder entstanden. Ein derartiges „Synantennomer“ tritt innerhalb der rezenten Hymenoptera außer bei den Xyelidae nur bei den Blasticotomidae auf. Bei Pleroneura, Xyelecia und den meisten Xyela-Arten sind die Maxillarpalpen stark vergrößert und tragen auf den distalen Gliedern spezialisierte Borsten, die dem Nahrungserwerb dienen. Der Prothorax ist schmal und am Hinterrand gerade. An den Flügeln fällt das Flügelgeäder auf, das eine für Hautflügler ungewöhnlich hohe Zahl von Queradern und Zellen aufweist. Die Flügel sind unbehaart (Xyela) oder behaart (z. B. Pleroneura). Die Färbung von Flügelmembran und Adern variiert. Bei den Xyelidae verzweigt sich der Radialsektor Rs, eine Ader in der vorderen Flügelhälfte, in die Adern Rs1 und Rs2, während anderen Hymenoptera Rs1 fehlt. An den Mittel- und Hinterbeinen sitzen in der Mitte und vor dem Ende jeweils drei Sporne. Bei den Weibchen fällt am Abdomenende ein mehr oder minder langer Legebohrer (Ovipositor) auf, der gerade oder schwach gebogen nach hinten gestreckt ist. Er kann bei manchen Arten Körperlänge erreichen. Seine Form und Länge sind für die Bestimmung vieler Arten ausschlaggebend.

## Larven
Die Larven besitzen, wie bei vielen Pflanzenwespen, in der Körpergestalt große Ähnlichkeit mit Schmetterlingsraupen („erucoider“ Larventyp). Die in Pflanzen lebenden Arten sind weiß, freilebende Arten weißlich-grün oder gelb gefärbt. Larven von Megaxyela sind auffallend schwarz gepunktet(Taf. 21 Abb. 3 in) oder ähneln Vogelexkrementen. Der rundliche Kopf mit stark sklerotisierter Kopfkapsel trägt beiderseits ein Larvenauge (Stemma oder Ocularium), das bei Minierern nur als Relikt erhalten ist, und sehr kurze, fünfgliedrige Antennen. Er besitzt kräftige, gezähnte Mandibeln. Labial- und Maxillarpalpen sind dreigliedrig. Am Labium münden die Labialdrüsen, mit denen die Larve seidenartige Fäden spinnen kann, die zum Bau des Kokons verwendet werden. Das Reservoir der Drüsen ist sehr groß und erstreckt sich fast durch den ganzen Körper bis zum Hinterleib. Die Mundwerkzeuge sind nach unten gerichtet (orthognath). Am Thorax sitzen drei kurze, dreigliedrige Beinpaare. Am Abdomen sitzen an allen Segmenten einfache Beine. Den Larven aller übrigen Hymenoptera und den meisten Schmetterlingsraupen fehlt das Beinpaar am ersten Segment. Bei freilebenden Xyelidae (Macroxyela, Megaxyela) sind die Abdominalbeine deutlich und zweigliedrig. Bei den in Pflanzen fressenden Arten (Pleroneura, Xyela) sind sie nur als unauffällige Querwülste ausgebildet.

## Puppen
Xyelidae besitzen eine sogenannte Pupa dectica, bei der Fühler, Beine und Mandibeln frei und beweglich sind. Tatsächlich handelt es sich um die bereits entwickelte, noch von der Puppenhaut umschlossene („pharate“) Imago. Die Flügel sind in diesem Stadium noch nicht ausgebreitet und der Legebohrer der Weibchen ist noch über das Abdomen gekrümmt. Die Pupa dectica öffnet den Kokon, gräbt sich zur Oberfläche und ist in der Lage dort herumzulaufen, Taf. 21 Abb. 4 in und Flüssigkeit aufzunehmen.
Die Pupa dectica zählt zum Grundplan der Holometabola und kommt auch bei zahlreichen anderen Untergruppen von diesen, wie den Netzflüglerartigen (Neuropterida), Schnabelfliegen (Mecoptera), Köcherfliegen (Trichoptera) und bei basalen Schmetterlingsfamilien (Lepidoptera) vor. Die Hymenoptera unter Ausschluss der Xyelidae besitzen eine immobile Pupa adectica.

## Lebensweise
Alle Xyelidae sind Pflanzenfresser (Phytophage) an Bäumen. Larven der vergleichsweise artenreichen, auch in Europa verbreitete Gattung Xyela leben in den heranwachsenden männlichen Blütenständen von Kiefern-Arten und ernährt sich von den unreifen Pollenkörnern. Die nordamerikanische Xyela gallicaulis ruft an frischen Trieben von Kiefern Gallen hervor, in denen sie frisst. Larven der auch in Europa verbreiteten Pleroneura-Arten fressen in den jungen Trieben von Tannen (Abies). Nur die japanische Pleroneura piceae kommt an Fichten (Picea) vor. Die Larven der Macroxyelinae fressen frei an den Blättern von Laubbäumen. Die beiden nordamerikanischen Macroxyela-Arten fressen an Ulmen, die der in Ostasien und Nordamerika verbreiteten Megaxyela-Arten an verschiedenen Walnussgewächsen wie Walnüssen (Juglans), Hickory (Carya) und Flügelnüssen (Pterocarya). Für die Larven von Xyelecia nearctica wird eine interne Lebensweise und die Bindung an Tannen vermutet.
Für viele Xyelidae-Arten ist nur eine einzige larvale Nahrungspflanze bekannt. Monophagie liegt vermutlich nur bei Xyela-Arten vor, während in den anderen Gattungen Datenmangel Monophagie wahrscheinlich häufig nur vorspiegelt. Bei den als Larven pollenfressenden Xyela-Arten muss die Eiablage sehr genau mit der relativ kurzen Entwicklungszeit der männlichen Kiefernblüten koordiniert sein. Dies verhindert vermutlich den Übergang zu weiteren Wirtsarten. Für einige nordamerikanische Xyela-Arten wurde eine Bindung an verschiedene Kiefern-Arten gemeldet (Oligophagie), aber möglicherweise liegen taxonomische Probleme bei der Trennung der sehr ähnlichen Xyela-Arten zugrunde.
Ist die Fraßphase abgeschlossen, lässt sich die Larve zu Boden fallen und gräbt eine kleine Erdhöhlung, in die sie sich in einen Kokon einspinnt. Hier häutet sie sich zur Puppe. Die Imago schlüpft erst im Frühjahr des folgenden Jahres aus, um sich zu paaren. Anschließend legen die Weibchen mit ihrem Legebohrer die Eier in das Pflanzengewebe ihrer Wirtsart ab. Bei vielen Arten können die Puppen mehrere Jahre überliegen (Diapause) und erst im zweiten oder dritten Jahr schlüpfen. Bei den in den Alpen an Zirbelkiefer bzw. Latschenkiefer lebenden Xyela alpigena und X. obscura ist eine mindestens zweijährige Diapause obligat, da diese Kiefernarten der subalpinen Zone nur unregelmäßig blühen.
Die Imagines sind, soweit überhaupt bekannt, unspezialisierte Pollenfresser an einer Vielzahl von Pflanzenarten. Die vergrößerten Maxillarpalpen von Xyela (und wahrscheinlich auch von Pleroneura und Xyelecia) dienen der Extraktion von Pollen aus Blüten. Die Paarung erfolgt am Boden, wobei die Tiere voneinander abgewandt, mit den Kopulationsorganen aneinander gekoppelt, stehen. Bei der Unterfamilie Xyelinae sind die Begattungsorgane des Männchens deshalb um 180° im Hinterleib gedreht („Strophandrie“). Bei den Macroxyelinae erfolgt die Paarung in derselben Stellung, allerdings drehen sich die männlichen Begattungsorgane hier erst beim Begattungsvorgang selbst („fakultative Strophandrie“).
Obwohl die Arten an ökonomisch bedeutsamen Baumarten vorkommen, sind sie meist als Schädlinge bedeutungslos. Die Larven von Pleroneura piceae schädigt den Wuchs der Sachalin-Fichte (Picea glehnii), indem die Larven die jungen Triebe zerstören. Larven von Megaxyela major (und vermutlich M. langstoni) fressen an den Blättern von Pekannuss (Carya illinoinensis) und werden als Schädlinge in Pekan-Kulturen betrachtet.

## Systematik und Taxonomie
Die Xyelidae sind die morphologisch ursprünglichste Gruppe der Hautflügler und mit ziemlicher Sicherheit die Schwestergruppe aller anderen lebenden Hautflügler. Diese Stellung ergibt sich aus zahlreichen morphologischen Merkmalen und auch aus molekularen Stammbäumen anhand des Vergleichs homologer DNA-Sequenzen. Das hohe Alter der Familie wird durch Fossilien unterstützt. Sämtliche in der Trias gefundenen Fossilien von Hautflüglern werden dieser Familie zugeordnet, Vertreter anderer Familien sind frühestens im Jura nachweisbar. Im Erdmittelalter und im Tertiär war die Familie erheblich artenreicher und weiter verbreitet als heute, die wenigen rezenten, lebenden Vertreter können als eine Reliktgruppe aufgefasst werden.
Innerhalb der Xyelidae werden die Xyelinae und die Macroxyelinae unterschieden. Zwischenzeitlich wurde angenommen, dass die Xyelidae paraphyletisch sein könnten und entweder die Xyelinae oder die Macroxyelinae alleine die Schwestergruppe der übrigen Hymenoptera bilden. Dies gilt aber heute als unwahrscheinlich. Die lebenden (rezenten) Arten lassen sich damit in folgendes System einordnen:
- Unterfamilie Xyelinae
  - Xyelecia Ross, 1932: zwei Arten, X. japonica Togashi, 1972 in Japan[24][25] und X. nearctica im westlichen Nordamerika[14][26]
  - Pleroneura Konow, 1897: mindestens acht Arten in Eurasien[3][11][27][28] und fünf in Nordamerika[29]
  - Xyela Brébisson, 1819 (Synonyme: Pinicola Dalman, 1818 [präokkupiert durch die Vogelgattung Pinicola Vieillot, 1808][30], Xyelatana Benson, 1938[16])
    - Untergattung Pinicolites Meunier, 1920: X. lata D.R. Smith, 1990 im westlichen Nordamerika[31]
    - Untergattung Xyela Brébisson, 1819: mindestens 29 Arten in Eurasien[16][32] und mindestens 20 in Nordamerika[6][33]
- Unterfamilie Macroxyelinae
  - Macroxyela W.F. Kirby, 1882: M. aenea (Norton, 1872) und M. ferruginea (Say, 1824) im östlichen und zentralen Nordamerika[12]
  - Megaxyela Ashmead, 1898: sechs Arten im östlichen Eurasien[13][22], sieben Arten in Nordamerika[12][22].

Die europäischen Arten sind mit „The Western Palaearctic Xyelidae“ von Blank (2002) bestimmbar, die gesamten eurasischen Arten mit Blank et al. (2013). Die nordamerikanischen Macroxyelinae wurden von Smith & Schiff (1998) revidiert, die nordamerikanischen Xyela-Arten von Burdick (1961), die nordamerikanischen Pleroneura-Arten von Smith et al. (1977), die ostasiatischen Megaxyela-Arten von Shinohara (1992), die ostasiatischen Pleroneura-Arten von Shinohara (1995), und die Megaxyela-Arten der Welt von Blank et al. (2017).

## Verbreitung
Die rezenten Xyelidae kommen ausschließlich auf der Nordhalbkugel vor, wobei die gemäßigten (temperaten) Breiten deutlich bevorzugt werden. Vertreter von Megaxyela und Xyela sind bis in die nördliche (boreale) Zone und in die Subtropen verbreitet. Aus den Tropen sind keine Arten bekannt. Macroxyela kommt ausschließlich in Nordamerika vor, während die übrigen Gattungen eine holarktische Verbreitung aufweisen. Im Fall von Megaxyela und Xyelecia beschränkt sich diese auf Ostasien und Nordamerika, während Xyela und Pleroneura weiter in Eurasien verbreitet sind.
In Deutschland sind Xyela curva und Xyela julii weit verbreitet und häufig. Pleroneura coniferarum, Pleroneura dahlii und Xyela longula sind sehr selten. Deutlich mehr Arten kommen in den Alpen und im Mittelmeerraum vor, da hier mehr autochthone Kiefernarten vorkommen, auf die die einzelnen Xyela-Arten spezialisiert sind: Xyela alpigena auf Pinus cembra, Xyela curva, Xyela graeca und Xyela menelaus auf Pinus nigra, Xyela obscura auf Pinus mugo. Xyela curva erreichte ursprünglich ihre nördliche Verbreitungsgrenze im Wiener Becken. Mit den in Gärten, Parks und im Forst angepflanzten Schwarzkiefern weitete sie ihre Verbreitung sekundär nach Mitteleuropa und auf die Britischen Inseln aus.

## Fossilien
Die frühesten Funde von Xyelidae datieren in die mittlere Trias. In der berühmten Fossillagerstätte von Madygen in Kirgistan mit 220 bis 230 Millionen Jahre Alter sind bereits 25 Arten gefunden worden. In Jura und Kreide ist die Familie artenreich und weit verbreitet mit mehr als 36 Gattungen in vier Unterfamilien weltweit. Im Tertiär liegen bereits vergleichsweise weniger Funde vor. Reichste Lagerstätte ist hier die Fossillagerstätte Rott bei Bonn aus dem Oligozän mit 11 Arten. Rätselhaft ist das Fehlen der Familie im baltischen Bernstein, der der Vermutung nach durch eine Kiefernart entstanden ist. In einigen Fossilien aus dem Mesozoikum und dem Tertiär wurde der fossilierte Darminhalt aus Pollen nachgewiesen. Damit kann eine Ernährung durch Pollen bereits aus dieser Zeit erschlossen werden.

## Belege